# Marie de Cotteblanche

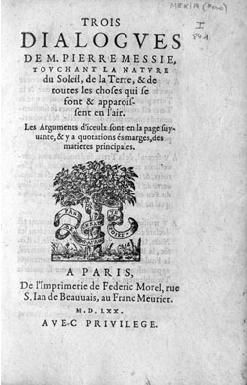
Titelblatt von Trois dialogues de M. Pierre Messie, touchant la nature du Soleil, de la Terre, & de toutes les choses., publiziert in Spanisch durch Pedro Mexía, Übersetzung ins Französische durch Marie de Cotteblanche

Marie de Cotteblanche, seltener auch Costeblanche (* um 1520 in Paris; † vor 1584 vermutlich ebenda) war eine französische Adlige und Übersetzerin aus dem Spanischen ins Französische mit anerkanntem hohen sprachlichen Fähigkeiten. Sie steht in einer Reihe mit einer größeren Zahl von hochgebildeten Frauen der frühen Neuzeit, die über den Weg der Übersetzerin Zugang und Anerkennung als Autorin gewannen.

## Leben
Marie de Cotteblanche war die Tochter von Guy de Cotteblanche, einem Anwalt beim Parlement de Paris, und Catherine Hesseline. Da die Eltern 1517 heirateten und Marie einen älteren Bruder, Elie, und eine Schwester, Marguerite, hatte, ist sie wohl um 1520 geboren. Der Dichter François de Belleforest widmete der Familie 1560 ein Gedicht namens Chasse d'amour. Es gibt Hinweise, dass die Familie Hugenotten waren.
Marie de Cotteblanche studierte Sprachen, Philosophie, Wissenschaft und Mathematik. Der Bibliograph Le Croix de Maine notiert ihre Kenntnisse in den 1580er Jahren. Ihre Gönnerin war Marguerite de Saluces, Ehefrau von Roger I. de Saint-Lary und Erbin der Markgrafschaft Saluzzo, die ihr auch Italienisch beibrachte.
Ihr einziges überliefertes Werk ist ihre Übersetzung des Bestsellers Coloquios y Diálogos (1547) des spanischen Enzyklopädisten Pedro Mexía aus dem Jahr 1566.  Der französische Titel lautete Trois dialogues de M. Pierre Messie, touchant la nature du soleil, de la terre et de toutes les choses („Drei Dialoge […], die sich mit der Natur der Sonne, der Erde und mit allen anderen Dingen befassen“). Seine Dialogform sprach eine breite Leserschaft an und das Werk wurde zwischen 1566 und 1643 29 Mal nachgedruckt.

## Nachleben
Judy Chicago widmete ihr eine Inschrift auf den dreieckigen Bodenfliesen des Heritage Floor ihrer 1974 bis 1979 entstandenen Installation The Dinner Party. Die mit dem Namen Maria de Coste Blanche beschrifteten Porzellanfliesen sind dem Platz mit dem Gedeck für Elisabeth I. zugeordnet.

## Werke
- Pe(d)ro Mexía, Marie de Cotteblanche (Übersetzerin): Trois dialogues de M. Pierre Messie, touchant la nature du Soleil, de la Terre, & de toutes les choses. Fédéric Morel, Paris 1570 (univ-tours.fr).
- Marie de Cotteblanche: Lettre à Marguerite de Saluces (1566). Hrsg.: Hannah Fournier. University of Waterloo, MARGOT, Projekt „French women writers from the ancien régime“, Waterloo, Ontario (uwaterloo.ca [PDF]).